# قانون الجذب الفكري
قانون الجذب هو الإيمان الروحي للفكر الجديد بأن الأفكار الإيجابية أو السلبية تجلب تجارب إيجابية أو سلبية في حياة الشخص. يعتمد الاعتقاد على فكرة أن الناس وأفكارهم مصنوعة من "الطاقة النقية" وأن مثل هذه الطاقة يمكن أن تجتذب مثل الطاقة، مما يسمح للناس بتحسين صحتهم أو ثروتهم أو علاقاتهم الشخصية. لا يوجد دليل علمي تجريبي يدعم قانون الجذب، ويعتبر على نطاق واسع أنه علم زائف.
يجمع المدافعون عمومًا بين تقنيات إعادة الصياغة المعرفية والتأكيدات والتصور الإبداعي لاستبدال الأفكار المقيدة أو المدمرة للذات ("السلبية") بأفكار أكثر قوة وتكيفًا ("إيجابية"). يتمثل أحد المكونات الرئيسية للفلسفة في فكرة أنه من أجل تغيير أنماط التفكير السلبي بشكل فعال، يجب على المرء أيضًا أن "يشعر" (من خلال التصور الإبداعي) أن التغييرات المطلوبة قد حدثت بالفعل. يُعتقد أن هذا المزيج من التفكير الإيجابي والعاطفة الإيجابية يسمح للفرد بجذب الخبرات والفرص الإيجابية من خلال تحقيق صدى مع قانون الطاقة المقترح.
بينما يستند البعض الى أن قانون الجذب الفكري . قد تم استخدامه بالفعل منذ العصور القديمة ، لاستبدال الأفكار السلبية بأفكار إيجابية ، حيث شهد القرن العشرين أهتماماً واسعا حول قانون الجذب وكيفية تطبيقه، ومن ضمن أكثر الكتب مبيعًا على الإطلاق؛ فكر وازداد ثراءً (1937) لنابليون هيل ، وقوة التفكير الإيجابي (1952) .
بينما يشير بعض مؤيدي قانون الجذب إلى النظريات العلمية ويستخدمونها كحجج لصالحها، ليس لها أساس علمي يمكن إثباته. انتقد عدد من الباحثين إساءة استخدام المفاهيم العلمية من قبل مؤيديها.

## حكم قانون الجذب الفكري في الإسلام
قالت الدكتورة فوز كردي -متخصصة في علم العقيدة والمذاهب والأديان-:
"الطاقة المسماة «الطاقة الكونية» لا يعترف بها العلماء الفيزيائيون ولا يعترف بها علماء الشريعة والدين فليست الطاقة التي قد يستخدمونها مجازًا بمعنى الهمة أو الإيمانيات العالية ونحوه وكلا الطاقتين لاعلاقة لها بطرائق الاستمداد التي يروج لها أهل "الطاقة الكونية". وإنما هي عقائد أديان شرق آسيا وبخاصة الصين والهند والتبت وهي ما يروج له حكماؤهم الروحانيون وطواغيتهم قديمًا وحديثًا".